# Санто-Томе-де-Сабаркос
Санто-Томе-де-Сабаркос (ісп. Santo Tomé de Zabarcos) — муніципалітет в Іспанії, у складі автономної спільноти Кастилія-і-Леон, у провінції Авіла. Населення — 104 особи (2010).
Муніципалітет розташований на відстані близько 110 км на захід від Мадрида, 22 км на північний захід від Авіли.

## Демографія
Динаміка населення (INE ):

## Галерея зображень

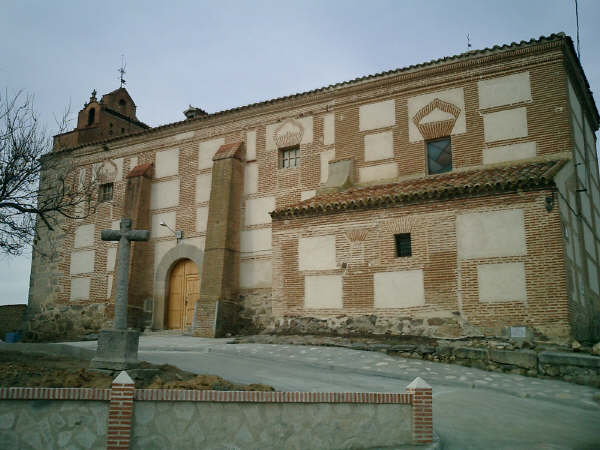
Церква Санто-Томе-де-Сабаркос (XVI століття)
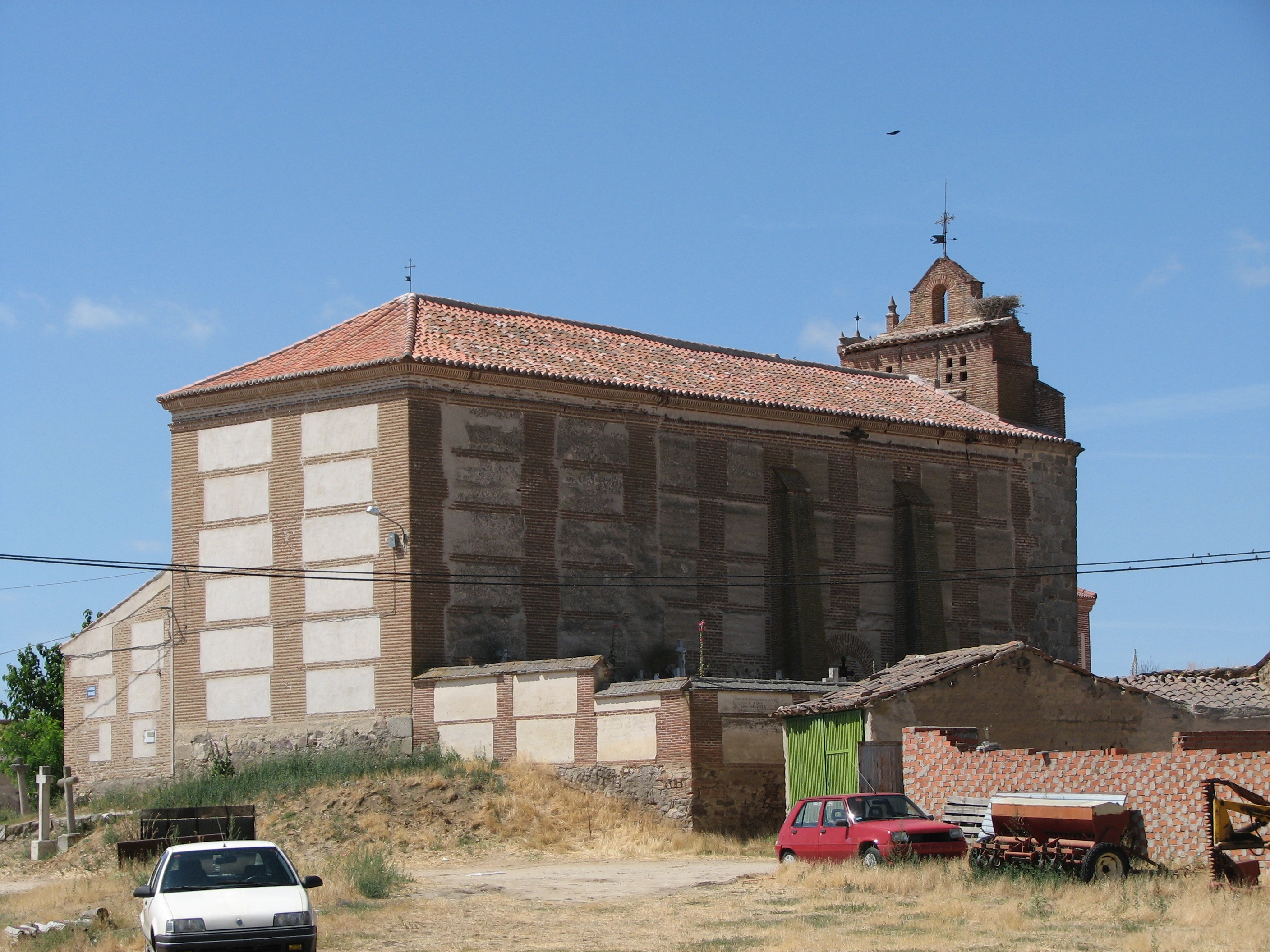
Церква Санто-Томе-де-Сабаркос (XVI століття)